# Stefan Fuchs
Stefan Fuchs (* 16. April 1963 in Immendingen) ist ein deutscher Cellist.

## Leben
Stefan Fuchs erlernte das Cellospiel bei Annlies Schmidt-de Neveu. Er studierte unter anderem in München, Basel und Zürich. Stefan Fuchs ist Mitbegründer des „Ensemble Trazom“, das seit 1992 besteht. Von 1997 bis 2006 war er Lehrbeauftragter an der Musikhochschule Karlsruhe. Seit 2005 lehrt er in Würzburg Barockvioloncello, Kammermusik und Aufführungspraxis.
Stefan Fuchs hat mit der Cembalistin Urte Lucht eine Tochter.

## Werke (Tonaufnahmen)
- 1995: Musik im Bachhaus Johann Sebastian Bach und seine Söhne Ensemble Trazom, Bachhaus Edition
- 1996: Kammermusik & Solo-Kantaten Johann Melchior Molter Ensemble Trazom
- 1998: Piano Trios Joseph Haydn Ensemble Trazom mit Elisabeth Bundies (Violine), Urte Lucht (Hammerklavier)
- 2000: Flöten- und Triosonaten Johann Sebastian Bach Ensemble Trazom
- 2001: Ton-Eskapaden Erhan Sanri (geb. 1957 in Istanbul) Stücke in unterschiedlichen Besetzungen
- 2002: Piano Trios Joseph Haydn Ensemble Trazom, Arte Nova
- 2009: Haydn - The Masterworks Collection Joseph Haydn Stücke verschiedener Interpreten u. a. Ensemble Trazom Piano Trio in E flat major, H. 15/29